# Mogyorómál
Mogyorómál (1890-ig Slaska, szlovákul: Slaská) község Szlovákiában, a Besztercebányai kerületben, a Garamszentkereszti járásban.

## Fekvése
Garamszentkereszttől 8 km-re északra, a Slaska-patak völgyében fekszik.

## Története
1454-ben „Szilezka" néven említik először, ekkor már állt Szent Gál tiszteletére szentelt temploma. Az esztergomi érsekség faluja volt. 1573-ban 3 adózó portája létezett. 1601-ben 52 ház állt a faluban. 1715-ben malom, kocsma állt a településen, ahol 38 adózó jobbágy, valamint 3 kézműves élt. 1828-ban 69 házát 475-en lakták. A 19. században gőzmalom épült a községben. Lakói földművesek, favágók voltak.
Vályi András szerint: „SZLASZKA. Tót falu Bars Várm. földes Ura a’ B. Bányai Püspökség, lakosai katolikusok, fekszik Lutillához nem meszsze; határja is hozzá hasonlító."
Fényes Elek szerint: „Szlaszka, tót falu, Bars vmegyében, hegyes vidéken, szép erdővel, fűrészmalommal, 583 kath. lak., és paroch. templommal. Birja a beszterczei püspök. Ut. p. Selmecz 7 óra."
Bars vármegye monográfiája szerint: „Mogyorómál, a körmöczbányai hegyekben fekvő tót kisközség, 551 róm. kath. vallású lakossal. Azelőtt Slaska, Szlaska és Salaska változatokban találjuk a község nevét, mely utóbbi szó szállást jelent. A szomszédos községek Leskovec-nek nevezték, mivel kovaköves talajában a mogyoró jól terem és határa tele van kisebb-nagyobb mogyorófa-ligetekkel. 1454-ben Szilzka néven találjuk említve. Földesura hajdan az esztergomi érsek volt, azután pedig a beszterczebányai püspök. Egyházát az 1694-iki canonica visitatio már mint régit említi. Ez a templom azonban részben elpusztult és 1654-ben építették fel újra. A mult század elején a községben fűrészmalom volt. Határában kénesforrás van, melynek vize a parádiéhoz hasonló, ezenkivül van malomkőbányája, mely 1872 óta áll üzemben. A község postája, távirója és vasúti állomása Garamszentkereszt."
A trianoni békeszerződésig Bars vármegye Garamszentkereszti járásához tartozott.

## Népessége
| Év:            | 1994. | 2004.   | 2014.   | 2024.    |
| -------------- | ----- | ------- | ------- | -------- |
| Emberek száma: | 464   | 460     | 467     | 549      |
| Eltérés:       |       | -0,86 % | +1,52 % | +17,55 % |

| Év:            | 2023. | 2024.   |
| -------------- | ----- | ------- |
| Emberek száma: | 550   | 549     |
| Eltérés:       |       | -0,18 % |

1910-ben 646, túlnyomórészt szlovák anyanyelvű lakosa volt.
2001-ben 470 lakosából 459 szlovák volt.
2011-ben 466 lakosából 403 szlovák volt.

## Nevezetességei
- Szent Gál tiszteletére szentelt, római katolikus temploma a 15. században épült gótikus stílusban, a 16. században reneszánsz stílusban építették át. 1654-ben teljesen felújították, ekkor épült tornya, keresztelőkápolnája és körítőfala is.
- Kápolnája a 19. század elején létesült klasszicista stílusban.
- Madonna-szobra a 18. század közepén készült barokk stílusban.

## Külső hivatkozások
- Hivatalos oldal
- E-obce.sk Archiválva 2007. szeptember 11-i dátummal a Wayback Machine-ben
- Községinfó
- Mogyorómál Szlovákia térképén